# 綠15号

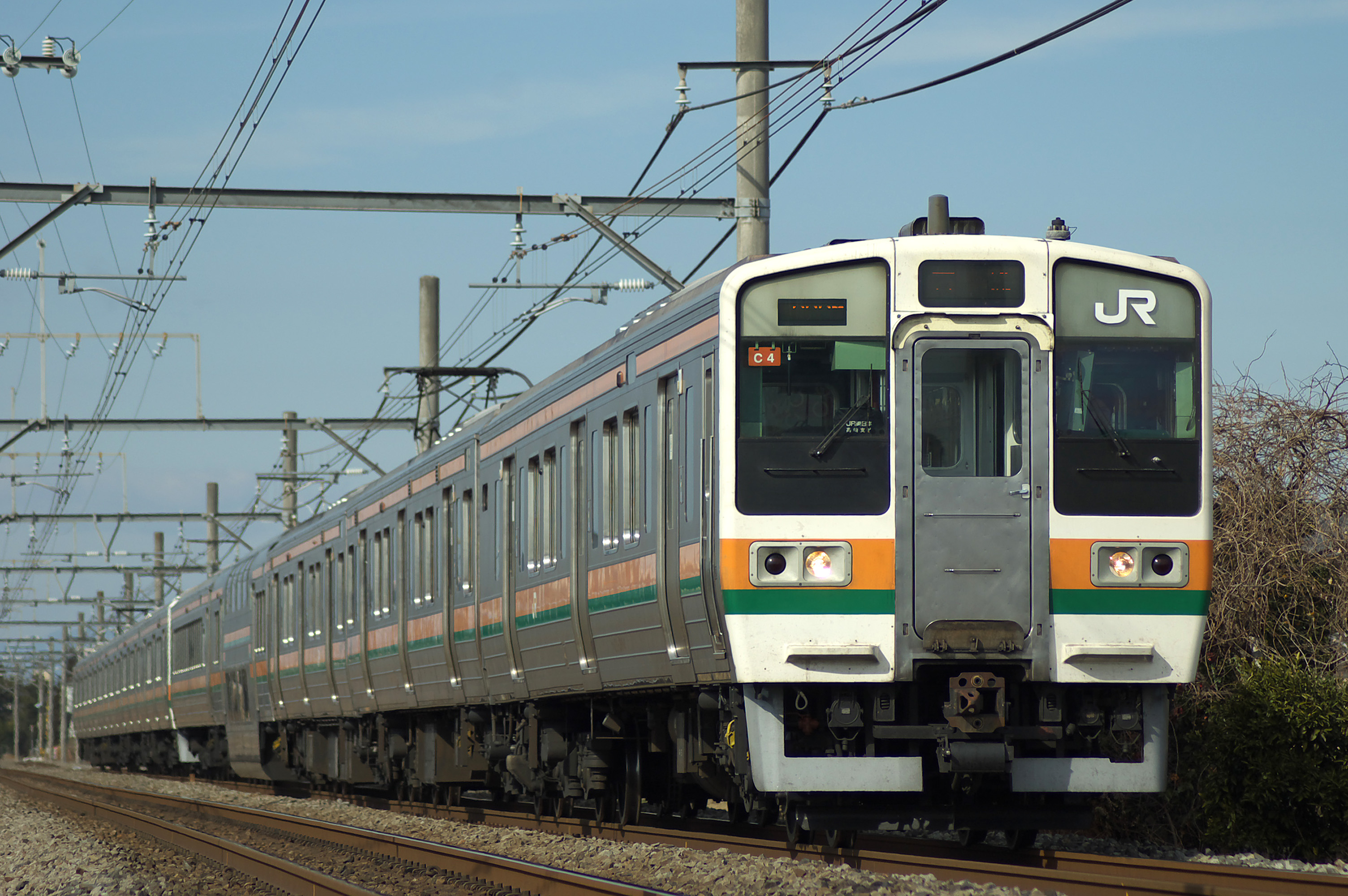
211 系列中首次采用綠15號。

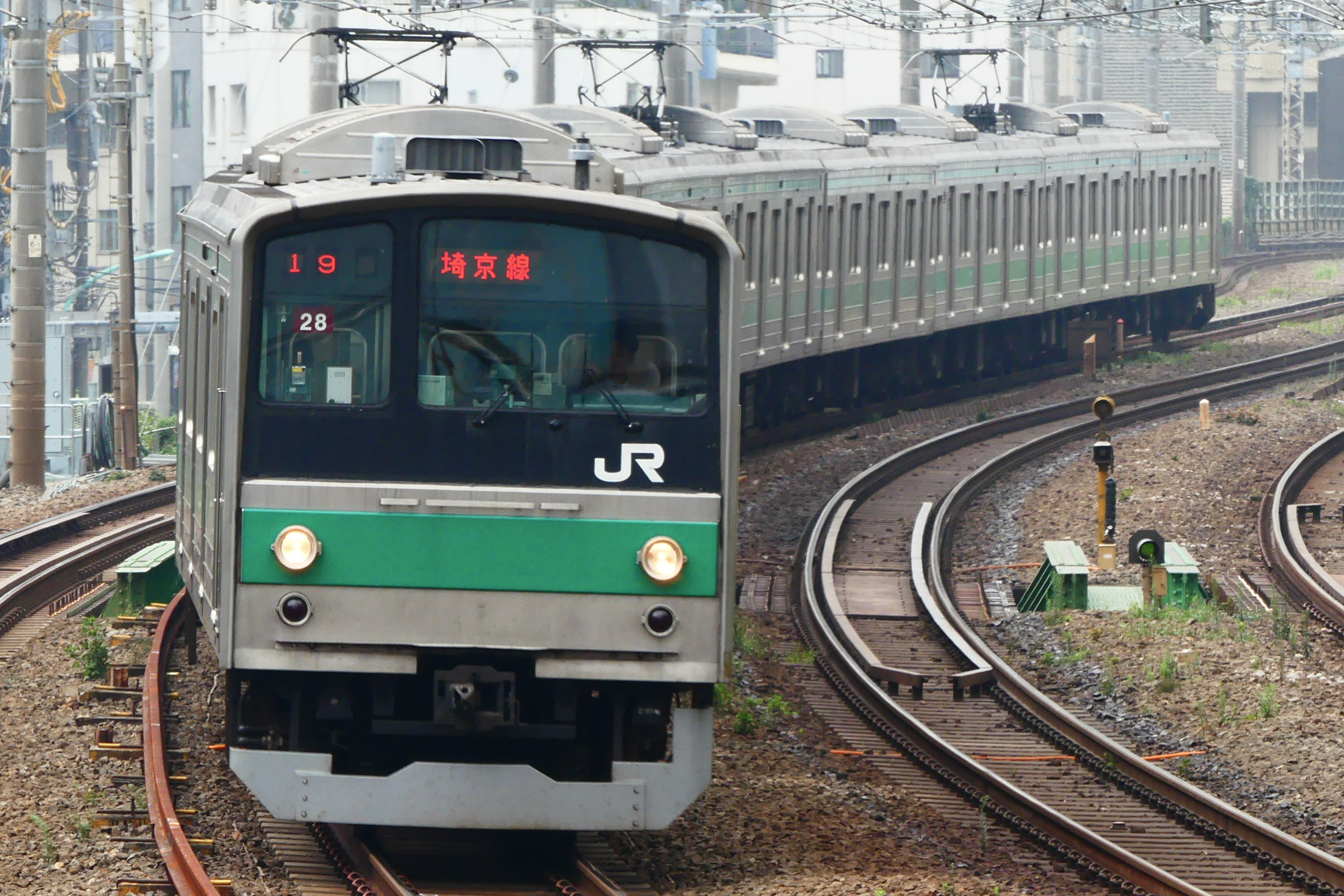
埼京线 205 系， 綠 15 号色帶

綠15号是日本國鐵制定的颜色名称之一。

## 概要
首次用于1985年出现的211系列车。 为了将它放在涂成黄橙色及綠2号「湘南色」的113系和115系列车之路段上，选择了与之相配的皮带颜色，但由於相比钢製車身，顏色會在不锈钢的車身上顯得較暗，新採用的颜色比綠2号要亮。
在JR东日本，在将205系列车引入新线段时，它也被用作皮带颜色，除了被用作横滨线车厢的细皮带颜色和埼京线车厢的皮带颜色外，还被引入在仙台地区也被用作地方列车（ 719系、 701系、 E721系）不锈钢车厢的皮带颜色。